# We Need to Talk about Kevin (Roman)

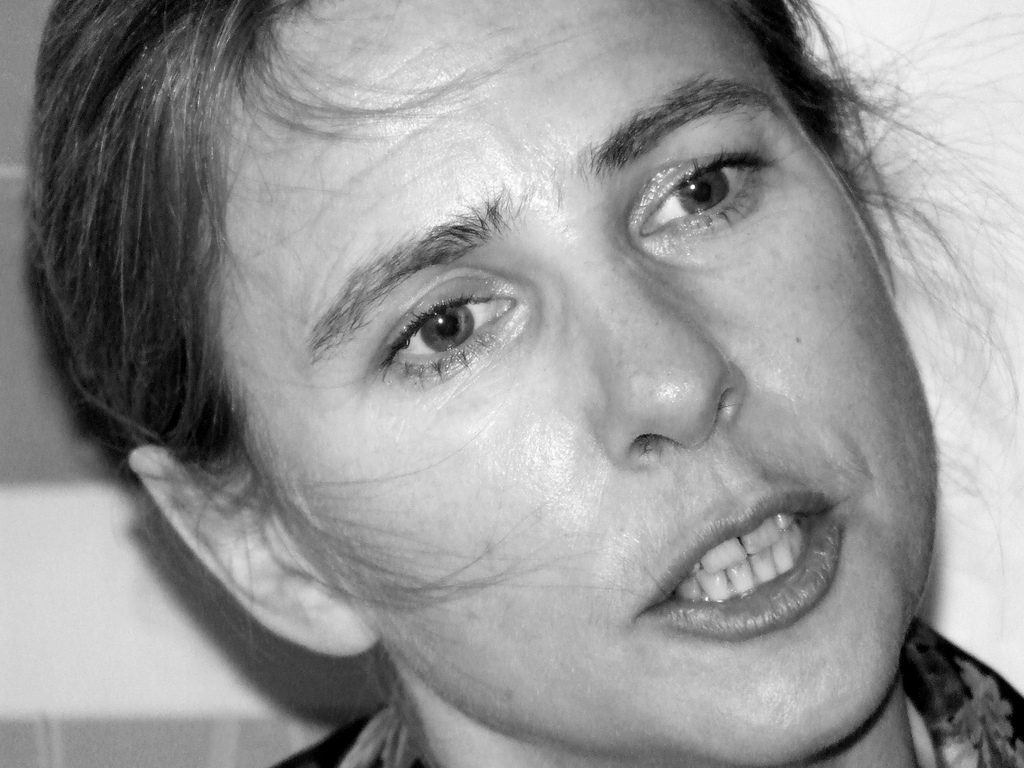
Lionel Shriver, 2006

We Need to Talk About Kevin ist ein 2003 erschienener Roman der US-amerikanischen Schriftstellerin Lionel Shriver über einen fiktiven Amoklauf an einer Schule. Der Roman wird aus der Perspektive von Eva Khatchadourian, der Mutter des Amokläufers, erzählt und schildert ihren Versuch, mit ihrem Sohn Kevin und den Morden, die er begangen hat, zurechtzukommen. Obwohl Shriver die Form eines Briefromans nutzt, weist der Roman Elemente eines Thrillers auf.
Shriver gewann mit diesem Roman, der ihr siebter war, 2005 den Orange Prize for Fiction. 2011 wurde der Roman mit Tilda Swinton in der Hauptrolle verfilmt.

## Handlung
Evas Erzählung erfolgt in Form einer Reihe von Briefen, die sie nach dem von ihrem Sohn begangenen Massaker an ihren vermutlich entfremdeten Ehemann Franklin Plaskett schreibt. Einst wohlhabend und einen eigenen Verlag führend, hat sie all ihren Wohlstand durch die hohen Prozesskosten nach dem Amoklauf verloren. Ihr Unternehmen hat sie verkauft, sie arbeitet nun als Angestellte eines Reisebüros. In den Briefen an ihren Ehemann schildert sie zunächst detailliert ihre Beziehung zu ihm, bevor sie mit Kevin schwanger wurde. Dem folgt die Schilderung des Familienlebens gemeinsam mit Kevin bis zu dem Amoklauf, den Eva stets nur als „den Donnerstag“ bezeichnet. In ihren Briefen gesteht sie ihrem Ehemann auch eine Reihe von Ereignissen, die sie ihm bis dahin geheim gehalten hat. So gibt sie zu, Kevin in einem Zornanfall einst so von sich gestoßen zu haben, dass er sich den Arm brach. In ihren Briefen schildert sie aber auch die Reaktion ihrer Umwelt auf sie als Mutter eines Amoktäters, ihre Besuche bei Kevin während seiner Haft, denen sie sich regelmäßig unterzieht, obwohl ihr Sohn ablehnend und kalt auf sie reagiert.
Evas Schilderung des Verhaltens ihres Sohnes lässt das Bild eines Soziopathen entstehen, obwohl Eva nur wenige Vorfälle schildert und vieles der Phantasie des Lesers überlassen bleibt. Das Bild, das Eva von ihrem Sohn zeichnet, ist das einer Person, die keinerlei Zuneigung oder Verantwortung gegenüber ihrer Familie oder ihrer Umgebung zeigt. Kevin scheint für jeden Menschen in seiner Umgebung Verachtung und Hass zu empfinden; besonders intensiv sind diese Gefühle gegenüber seiner Mutter, auf die er schon als Kleinkind ablehnend reagierte. Eva – eine erfolgreiche und wohlhabende Verlegerin – schildert eine Reihe von Vorfällen, in denen Kevin andere Personen schädigte: So spritzte Kevin unter anderem Tinte auf die Wände eines Raums, den seine Mutter zuvor sorgfältig mit Landkarten tapeziert hatte, er beschädigte das Fahrrad eines benachbarten Kindes, er verführte ein Mädchen dazu, ihre von Ekzemen übersäte Haut aufzukratzen, und er beschuldigte eine Lehrerin des sexuellen Übergriffes. Eine Leidenschaft hat Kevin nur fürs Bogenschießen, eine Sportart, für die er sich interessiert, seit er als Kind Robin Hood gelesen hat.
Je mehr Indizien es gibt, dass Kevins Verhalten abweicht, desto stärker beginnt Evas Ehemann Franklin ihn zu verteidigen. Er hält ihn für einen gesunden, normalen Jungen und findet stets Erklärungen für das auffällige Verhalten seines Sohnes. Ihm gegenüber spielt Kevin die Rolle eines liebe- und respektvollen Sohnes – eine Schauspielerei, die Eva durchschaut. Dies führt zu einer wachsenden Entfremdung zwischen Eva und Franklin – kurz vor dem Amoklauf schlägt Franklin vor, dass das Ehepaar sich trennt.
Eva hatte Jahre nach Kevins Geburt ein zweites Kind zur Welt gebracht. Sie wünschte sich ein weiteres Kind, um sich letztlich auch selbst zu beweisen, dass sie eine normale Beziehung zu einem Kind aufbauen kann. Die vertrauensvolle, heitere Celia ist das Gegenstück zu ihrem düsteren Bruder, der ihr ablehnend gegenübersteht. Als Celia sechs Jahre alt ist, verliert sie durch einen Haushaltsunfall ein Auge, während Kevin eigentlich auf sie aufpassen sollte. Ungeklärt ist, ob dies geschieht, weil Eva vergessen hat, einen aggressiven Haushaltsreiniger wegzuräumen oder ob – wie Eva überzeugt ist – Kevin seiner Schwester diesen Reiniger ins Gesicht und ins Auge schüttete mit der Begründung, dass sie etwas im Auge habe. Celia selbst schweigt zu dem Vorfall.
Schließlich schildert Eva auch den Amoklauf selbst, und es wird klar, dass Kevins erste Opfer sein Vater und seine Schwester waren. Mit einer Armbrust erschoss er erst sie und wenig später sieben Klassenkameraden, eine der Küchenkräfte der Schule und eine Lehrerin. Eva selbst vermutet, dass er diese offensichtlich lang geplante Tat ausführte, als er zufällig mithörte, dass Eva und Franklin die Scheidung erwogen. Kevin hätte dann vermutlich mit seinem Vater leben müssen, was ihn den finalen Sieg über seine Mutter gekostet hätte.
Der Roman endet am Tag des zweiten Jahrestags des Amoklaufes – drei Tage bevor Kevin achtzehn Jahre alt wird und aus der Jugendvollzugsanstalt nach Sing Sing, einem Hochsicherheitsgefängnis in der Nähe von New York City, verlegt werden soll. Der von Gewalttätigkeiten zwischen den Häftlingen gezeichnete Kevin ist sich bewusst, dass er in diesem brutaleren Gefängnis am unteren Ende der Hackordnung stehen wird: Verängstigt und niedergeschlagen geht Kevin erstmals auf seine Mutter zu. Er überreicht ihr in einem kleinen, von ihm selbst gefertigten Holzkästchen das Glasauge seiner Schwester mit der Bitte, es zu beerdigen. Erstmals murmelt er leise, dass es ihm leid tut. Eva fragt schließlich Kevin das erste Mal, warum er die Morde begangen hat, und Kevin antwortet, dass er sich nicht länger der Gründe dafür sicher ist. Sie umarmen sich und Eva ist sich sicher, dass sie letztlich ihren Sohn liebt:

„Nur drei Tage fehlen noch zu achtzehn Jahren und ich kann endlich verkünden, dass ich zu erschöpft und zu verwirrt und zu einsam bin, um noch länger dagegen anzukämpfen. Und wenn es auch nur aus Verzweiflung oder Faulheit ist – ich liebe meinen Sohn. Er muss noch fünf harte Jahre im Erwachsenenvollzug verbringen und ich kann nicht sicher sein, welche Person sie eines Tages entlassen werden. Aber in der Zwischenzeit gibt es ein zweites Schlafzimmer in meinem schlichten Apartment. Die Bettdecke ist einfach. Eine Ausgabe von Robin Hood steht im Buchregal. Und das Bettzeug ist sauber.“

## Themen des Romans
Shriver konzentriert sich auf die Frage, welche Rolle in der Formung eines Charakters genetische Disposition und das Umfeld spielen, in dem ein Kind heranwächst. Shriver hinterfragt insbesondere, inwieweit Evas ambivalente Haltung bezüglich ihrer Rolle als Mutter in die Entwicklung von Kevins Charakter hineinspielt. Diese ambivalente Haltung wird kontrastiert mit der optimistischen Grundhaltung Franklins, Evas Ehemann. Sarah A. Smith hat in einer Kritik für die britische Zeitung The Guardian diese Charakterzeichnung jedoch als zu holzschnittartig bezeichnet.
Die zentrale Frage ist, warum Kevin dieses Massaker begangen hat. Die Erzählerin zählt eine Reihe vergleichbarer Amokläufe auf, viele werden von Kevin als unprofessionell bezeichnet. Mehrfach wird beispielsweise auf den Amoklauf an der Columbine High School Bezug genommen, wobei Kevin die beiden Täter Eric Harris und Dylan Klebold als „Schwachköpfe“ bezeichnet, die Massenmord einen schlechten Ruf gegeben hätten. Eva ist überzeugt, dass ihr Sohn von diesem Amoklauf besessen ist, der sich nur zwölf Tage nach Kevins (fiktivem) Amoklauf ereignete und der wegen der größeren Zahl an Todesopfern größere Aufmerksamkeit in der Öffentlichkeit erregte. Shriver deutet in ihrem Roman auch an, dass die große öffentliche Aufmerksamkeit, die solche Taten nach sich ziehen, ein Auslöser sein kann, warum Jugendliche auf diese Weise auf ihre Umwelt reagieren. Sie geben der Öffentlichkeit auch die Aufregung und den Skandal, nach der sie immer giert.

## Verfilmung
Bereits 2005 erwarb BBC Films das Recht, den Roman zu verfilmen. Die vielfach ausgezeichnete schottische Regisseurin Lynne Ramsay führte Regie und Tilda Swinton übernahm die Hauptrolle. Der Film wurde unter anderem bei den British Independent Film Awards 2011 und den Evening Standard British Film Awards 2011 als Bester Film sowie bei den London Critics’ Circle Film Award als Bester britischer Film ausgezeichnet. Tilda Swinton gewann den Europäischen Filmpreis 2011 in der Kategorie Beste Darstellerin sowie bei den Online Film Critics Society Awards in der Kategorie Beste Hauptdarstellerin. Daneben war der Film auf den British Academy Film Awards für die Kategorien Beste Regie, Beste Hauptdarstellerin und Bester britischer Film nominiert. Der Spiegel schrieb in einer Kritik zu dem Film:

„‚We Need to Talk About Kevin‘ ist die grausame Geschichte einer Entfremdung. Ein Gewaltakt von Film mit einer furios aufspielenden Tilda Swinton.“

## Hörspiel
Ab dem 7. Januar 2008 wurde von BBC Radio 4 eine Hörspielfassung des Romans ausgestrahlt. Die Sendung umfasste insgesamt 10 Episoden von jeweils 15 Minuten. Madeleine Potter sprach die Rolle der Eva Katchadourian. Ethan Brooke und Nathan Nole spielten Kevin und Richard Laing übernahm die Rolle des Franklin Plaskett. Das Hörspiel wird gelegentlich erneut ausgestrahlt.

## Einzelbelege
1. ↑   Shriver: We Need to Talk About Kevin, S. 400
2. ↑  Shute, Jenefer. "Lionel Shriver" (Memento des Originals vom 9. Oktober 2011 im Internet Archive)  Info: Der Archivlink wurde automatisch eingesetzt und noch nicht geprüft. Bitte prüfe Original- und Archivlink gemäß Anleitung und entferne dann diesen Hinweis.. BOMB Magazine. Fall 2005. Retrieved July 26, 2011.
3. ↑   Buchbesprechung in der britischen Zeitung The Guardian, aufgerufen am 17. März 2014
4. ↑   Shriver: We Need to Talk about Kevin. S. 240
5. ↑  Phil Miller:  Why does this author need to talk about filming Kevin? (Memento des Originals vom 26. April 2009 im Internet Archive) In: The Herald, 14. September 2007
6. ↑  Paul Arendt:  Ramsay needs to shoot a film about Kevin In: The Guardian, Guardian News & Media, 6. Juni 2006, S. 21 (G2 supplement)
7. ↑  Editors: Producer Says Tilda Swinton to Star in "Kevin," Adaptation of Lionel Shriver Novel. New York Times Blogs, 18. März 2009, abgerufen am 21. März 2009.
8. ↑  Mein Sohn, der Sadist bei spiegel.de, abgerufen am 17. März 2014
9. ↑  Cast list and broadcast dates. Radiolistings.co.uk, abgerufen am 14. März 2014.